# Гендрік Звардекроон
Гендрік Звардекроон (нід. Hendrick Zwaardecroon; 26 січня 1667 — 12 серпня 1728) — двадцятий генерал-губернатор Голландської Ост-Індії.

## Біографія
Гендрік Звардекроон народився в Роттердамі. В грудні 1684 року він пішов на службу до Голландської Ост-Індійської компанії (VOC), де його призначили на посаду секретаря при генеральному комісарі Гендріку тот Дракенштайні. 27 серпня наступного року він прибув до Батавії. Він продовжував служити про комісарі до 1691 року, а 10 травня 1694 року очолив торгівлю у Джафні (Цейлон). Пізніше він став комісаром Малабару та губернатором Цейлону. 
У 1704 році за протекцією новообраного генерал-губернатора Йоана ван Горна, Звардекроон увійшов в уряд (Раду Індій). Він конкурував з наступним генерал-губернатором Крістофелем ван Своллом і, по його смерті в 1718 році став його наступником.
10 вересня 1720 року Звардекроон офіційно отримав повноваження. Він пробув на своїй посаді до 16 жовтня 1724 року, коли він подав у відставку за власним бажанням (хоча до передачі влади Матеусу де Гану 8 липня наступного року він продовжував виконувати обов'язки губернатора)
Звардекроон на своїй посаді запам'ятався активним пошуком нових джерел прибутку. Так, він розвивав виробництво кави в Пріангані на Яві, а також виробництво шовку та барвників. 1772 року він відновив торгівлю чаєм.
У 1719-1723 роках відбувалася друга віна за спадщину, тим разом після смерті матарамського султана Пакубувони I. Звардекроон активно втручався в хід війни, надсилаючи військові підрозділи в Східну Яву.

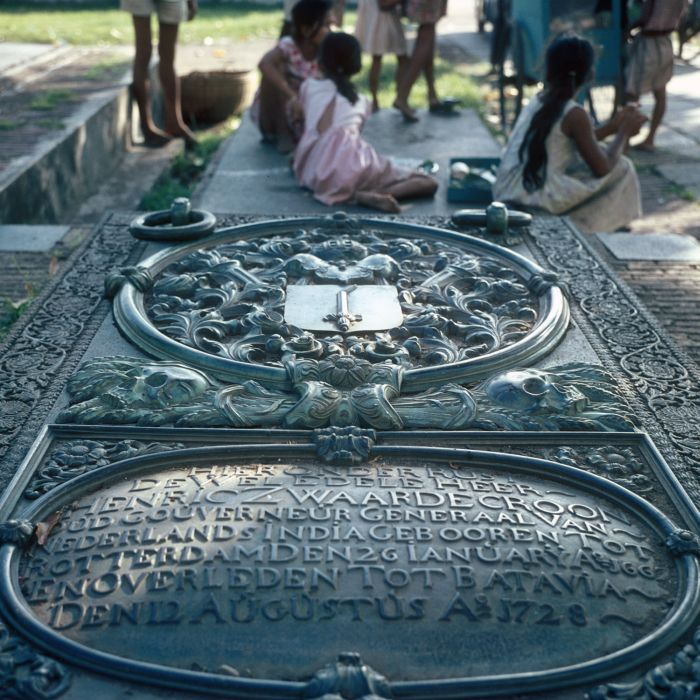
Могила Звардекроона

Гендрік Звардекроон помер в своєму маєтку в Батавії 12 серпня 1728 року. За його заповітом, він був похований не серед його попередників в Вестеркерці, а «ближче до людей», в Португальській церкві (Buitenkerk)